# Ali Abderraziq
Ali Abderraziq (1888-1966), dont le nom complet est Ali Hassan Ahmed Abderrazaq (arabe : علي حسن أحمد عبد الرازق) est un théologien réformiste égyptien.
Il fut docteur à l'Université al-Azhar et juge (cadi) de la charia au tribunal de la charia de Mansourah. L'Islam et les fondements du pouvoir est son principal ouvrage.

## Biographie
Né en 1888 dans une famille rurale aisée, connue pour son engagement politique libéral. Son père était propriétaire terrien et fonda le parti de l'Oumma (Hizb al-Umma) en 1907, celui-ci défendant principalement l'idée d'une communauté nationale moderne. Son frère aîné reçu une formation à l'Université d'Al-Azhar, il y fut un élève assidu de Muhammad Abduh, réformiste salafiste bien connu et tenta même d'imposer ses thèses.
Abderraziq reçut le diplôme d'ouléma en 1911 à l'université Al-Azhar et tenta de moderniser l'enseignement. En 1912, il partit en Angleterre et suivit des études en sciences politiques et économie à l'Université d'Oxford. Il revint en Égypte en 1915, à cause de la Première Guerre mondiale, avant d'avoir fini ses études. Il devint alors juge au tribunal islamique de Mansourah, enseigna la littérature arabe et commença à mettre en forme sa réflexion sur la pensée islamique.
C'est en 1925, qu'il publia son livre majeur, L'islam et les fondements du pouvoir, dans un contexte troublé, à la suite de la révolution égyptienne de 1919, l'octroi d'une constitution en 1923 et surtout l'abolition du califat par Mustapha Kemal en 1924, qui fut un choc pour la majorité des penseurs musulmans.
C'est à travers cet ouvrage qu'il précisa la problématique de la relation entre l'islam et le pouvoir, en tentant de prouver que les croyances religieuses sont sans rapport avec les formes de pouvoirs qu'a connues l'histoire musulmane. Le pouvoir temporel politique des prophètes ne serait que la cristallisation de plusieurs paramètres réunis au cours d'une période exceptionnelle de l'histoire humaine et qui ne peut se comparer à aucun régime humain précédent ou ultérieur, qu'il soit à tendance monarchique ou républicaine. C'est une rupture fondamentale dans la conception qu'ont les lettrés musulmans du pouvoir en islam.
La représentation dominante, fondée sur l'existence d'un modèle islamique de pouvoir, basé sur la révélation est, par conséquent, pour Abderraziq, une utopie irréalisable, qui n'aurait servi qu'à la soumission à un califat supposé « bien guidé ». Le califat n'est, dans cette optique, qu'une construction humaine et historique, fondée sur les théories d'oulémas ou sur une attente réactivée sans cesse d'Ibn Khaldoun à Rachid Rida, son contemporain, alors simple façade cachant mal la volonté plus fondamentale de subordonner l'ensemble de la société à la charia.
Le prophète n'a pas été un roi avec un projet dynastique, il n'a à aucun moment prescrit de modèle politique. Les musulmans peuvent donc édifier un État séparant le spirituel du temporel, sur la base des « dernières créations de la raison humaine, et des systèmes dont la solidité a été prouvée ».
Le livre créa bien sûr une polémique enflammée dans la presse et au sein de l'intelligentsia égyptienne, surtout que la monarchie égyptienne aspirait à récupérer le poste de calife rendu vacant par Mustafa Kemal Atatürk.
Il fut en outre condamné par les oulémas d'Al-Azhar (par un texte promulgué en 1901 pour faire face à des frondes de théologiens et jamais mis en application), et déchu de son grade de alim et son livre retiré de la vente.
Il ne récupéra ses fonctions qu'à la fin des années 1940, et fut anobli en 1946.
Son influence sur les générations suivantes de penseurs, écrivains, théologiens arabes et musulmans est sensible. Néanmoins elle est souvent mal perçue, méconnue, voir effacée, surtout en Occident. Il reste qu'il a ouvert une brèche dans le consensus mental des musulmans qui n'est pas près de se refermer et permis d'entrouvrir la porte d'une laïcisation de l'islam par lui-même, sans intervention extérieure.

## Ses œuvres
Son œuvre principale, L’islam et les fondements du pouvoir, parue en 1925, est considérée comme étant à l’origine d’un tournant majeur de la pensée arabe et islamique du XXe siècle. La réflexion d’Ali Abderrazaq, analysant le rôle politique des dirigeants de l'islam depuis les origines, aboutit à la remise en question du bien-fondé d'un califat idéal et à la reconnaissance de l'autonomie de la sphère politique par rapport à la sphère religieuse. Prenant acte de ses thèses, le grand imam d'al-Azhar, Mohammed al-Jizaoui (ar), décide, avec l'accord unanime de 24 ouléma du Conseil des Ouléma, d'exclure Ali Abderraziq de la communauté des Ouléma. Cette analyse se fait sur la base de l'appel à la raison et d'un affrontement systématique entre les différentes thèses disponibles depuis les débuts de l'islam. En aucun cas il ne va chercher dans le matériel occidental un modèle à imposer ou à mettre en contradiction, il se contente de s'appuyer sur les débats interne à l'islam. La nouveauté est le refus du dogmatisme, le rejet des présupposés et l'analyse systématique, intégrale pourrions nous dire ; ce qui change c'est la méthodologie. Il balaye les certitudes imposées pendant des siècles par les fuqahâ' et provoque une revivification de la pensée soumise à un raisonnement rigoureux.

« L'auteur le plus souvent évoqué par les modérés est le théologien égyptien Ali Abderrazaq (1888-1966) dont l'ouvrage L'islam et les fondements du pouvoir (1925) a provoqué de nombreuses polémiques à l'époque. Selon lui, le califat a été un pouvoir de fait, une violence faite à la communauté musulmane sauf au tout début du Califat. En réalité, la religion musulmane ne justifie ni le Califat, ni un quelconque État islamiste qui n'a jamais existé pas même aux premiers temps de l'Oumma. Le prophète est un guide spirituel et non un roi de ce monde. Aucun principe religieux n'interdit donc aux musulmans d'édifier un État sur la base de principes politiques modernes, comme la séparation des pouvoirs. »

Bien qu'ayant déclenché la colère de ses pairs, cet auteur fut un précurseur pour des penseurs musulmans prêts à adopter une démarche historico-critique dans la recherche sur l'islam et la civilisation islamique. Il a ainsi influencé le syrien Aziz al-Azmeh (en), Fouad Zacharia, Jalâl Sâdiq al-`Azm, Abou Filali Ansari ou encore l'historien algérien Mohammed Arkoun.

#### Ouvrages traduits en français
- Ali Abderrazik (trad. Abdou Filali-Ansary, nouvelle traduction et introduction de), L'Islam et les fondements du pouvoir, Paris, La Découverte, 1994, 177 p. (BNF 35684831)

#### Études
- Ghassan Finianos, Islamistes, apologistes et libres penseurs, Presses universitaires de Bordeaux, 2006 (2e édition), pages 163-176.
- Charles C. Adams, Islam and Modernism in Egypt, New York, Russell & Russell, 1968 (2e édition), pages 259-268.